# Ochraethes nigritus
Ochraethes nigritus là một loài bọ cánh cứng trong họ Cerambycidae.